# 11713 Stubbs
11713 Stubbs eller 1998 HG51 är en asteroid i huvudbältet som upptäcktes den 25 april 1998 av LONEOS vid Anderson Mesa Station. Den är uppkallad efter Christopher Stubbs.
Asteroiden har en diameter på ungefär 11 kilometer.